# SUN-TV日曜夕刊
『SUN-TV日曜夕刊』（サンテレビにちようゆうかん）は、1969年5月4日から2018年9月30日までサンテレビが放送していたニュース番組である。JAグループの兵庫県内各団体（兵庫県内JA、JAバンク兵庫信連、JA共済連兵庫）の単独提供。

## 概要
番組前半ではその日一日の兵庫県内のニュースを伝える。後半では1週間のニュースを振り返る「週間トピックス」や、『NEWS PORT』→『情報スタジアム 4時!キャッチ』で放送された特集の中から一つを選んで再放送（もしくは先行放送）。プロ野球シーズン中は番組の最後に試合結果・途中経過を伝えた。その他イベント情報を伝えるコーナーで編成。天気予報は日曜夕刊の直後に別番組として編成されているため本番組では伝えなかった（以前は天気予報もあった）。
番組は2008年1月からハイビジョン制作されていた。
2018年9月30日放送分で終了した。10月7日からは、後継番組として『ニュースSUNデー』（ニュースサンデー）を開始したが、番組内容・構成は全く変わらず、兵庫県内のJAグループ各団体の単独提供も引き継がれたため、実質的には番組名だけ変えた向きが強くなっている。また、2019年3月31日放送分までは、弘松が引き続きキャスターを務めていた（弘松が休演する場合には他のサンテレビアナウンサーが代演）。

## 出演者
2012年4月より契約アナウンサーがキャスターを担当した。休演する場合は他のサンテレビアナウンサーが出演した（◎印の人物が該当）。
| 期間      | 期間      | キャスター                         |
| --------- | --------- | ---------------------------------- |
| 1969.5.4  | 2012.4.1  | サンテレビアナウンサー（シフト制） |
| 2012.4.8  | 2016.3.13 | 久保亜希子                         |
| 2016.3.20 | 2016.3.20 | 榎木麻衣◎                          |
| 2016.3.27 | 2018.3.25 | 松本純                             |
| 2018.4.1  | 2018.4.1  | 橋本航介◎                          |
| 2018.4.8  | 2018.9.30 | 弘松優衣                           |

## 放送時間
（表記はすべて、JSTである。）
- 毎週日曜日 18:00 - 18:22
  - 18:00から『サンテレビボックス席』がある日には17:30 - 17:52に繰り上げて放送。かつては18:30から放送されていた。

### 放送時間の移動・拡大・縮小の事例（野球中継以外）
- 2013年4月21日
  - 第61回兵庫リレーカーニバル中継（12:00 - 18:55）放送のため、1時間繰り下げて19:00 - 19:22まで放送した[4]。
- 2014年4月20日
  - 第62回兵庫リレーカーニバル中継（12:00 - 18:55）放送のため、1時間繰り下げて19:00 - 19:22まで放送した[5]。
- 2018年3月11日
  - 東日本大震災発生から7年経ったこの日、報道特別番組『日曜夕刊 3.11』と題し、放送時間を8分拡大し、18:30まで放送した。この日はキャスターの松本に加え、小浜英博も出演した[6]。
- 2018年3月18日
  - 『ヴィッセルLive!』放送のため、30分繰り下げて18:30 - 18:52まで放送した[7]。
- 2018年4月22日
  - 第66回兵庫リレーカーニバル中継（12:00 - 18:55）放送のため、1時間繰り下げて19:00 - 19:22まで放送した[8]。
- 2018年7月22日
  - 『ヴィッセルLive!』放送のため、1時間半繰り上げて16:30 - 16:52まで放送した[9]。

### 過去の放送時間
- 毎週日曜日　18:45 - 18:57（1969年5月4日 - 1971年3月28日）
- 毎週日曜日　18:30 - 18:56（1971年4月4日 - 1972年3月26日）
- 毎週日曜日　18:30 - 18:53（1972年4月2日 - ?）

## 関連番組
- NEWS PORT
- ニュース・シグナル
- ニュースEyeランド
- 神戸新聞ジャーナル